# Вилькина, Людмила Николаевна
Людми́ла Никола́евна Ви́лькина (первоначально Изабе́лла, в замужестве — Виле́нкина; 5 [17] января 1873, Санкт-Петербург — не позднее 30 июля 1920, Париж) — русская поэтесса, писательница, переводчица, публицистка и литературный критик.
Перевела на русский язык значительное количество произведений известных европейских писателей и драматургов. Единственный сборник собственных поэтических и прозаических работ Вилькиной был издан в 1906 году под названием «Мой сад» и вызвал в основном неодобрительные отзывы критиков. Часть произведений публиковались под псевдонимом Никита Бобринский.
Была заметной фигурой петербургского богемного общества второй половины 1900-х — начала 1910-х годов. Широкую огласку получали её романтические связи со многими известными деятелями Серебряного века русской культуры. Совместно с мужем, поэтом-символистом Н. М. Минским (Виленкиным), содержала достаточно популярный литературный салон.
Эмигрировав в 1914 году вместе с супругом во Францию, продолжала там литературную и публицистическую деятельность. Несколько произведений было опубликовано посмертно.

## Жизнь

### Детство и юность

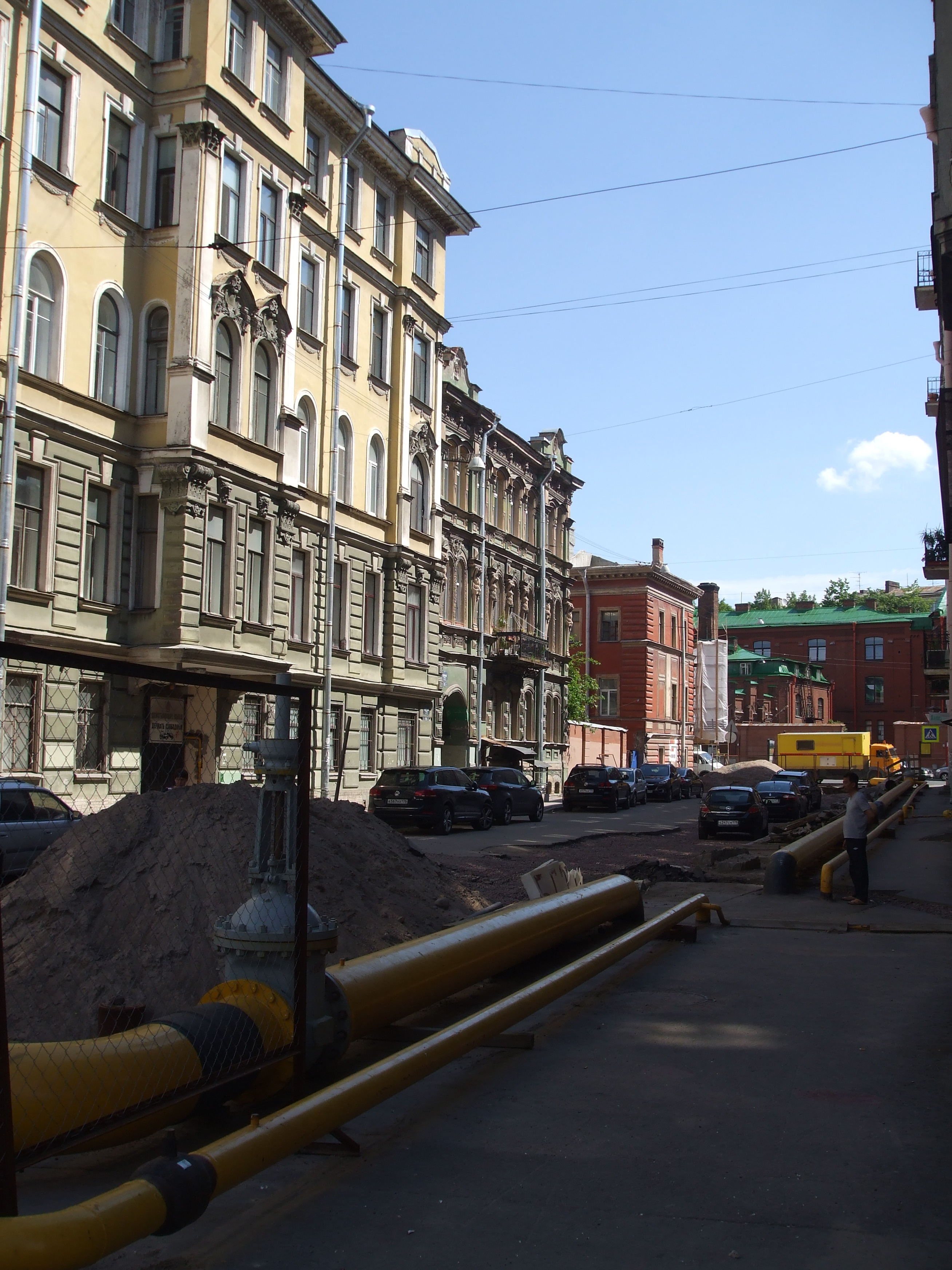
Дом в Озерном переулке, короткое время принадлежавший родителям Л. Н. Вилькиной, — второй от зрителя

Родилась 5 января (по новому стилю — 17 января) 1873 года в Санкт-Петербурге в состоятельной еврейской семье. Отец, Николай (Нисон) Львович Вилькин, выпускник Санкт-Петербургского университета, был издателем, совладельцем «Типографии Вилькина и Эттингера» (располагавшейся в «домах Вилькина» сначала на Казанской улице, № 3—35 (№ 22), позже на Сергиевской улице № 81—7) и позже собственного «издательства Н. Вилькина», среди прочего с 1881 года выпускавшего журнал «Медицинская библиотека» (1881—1886); в детские годы дочери имел ранг коллежского асессора. Н. Л. Вилькин был издателем и редактором газеты «Еженедельное обозрение Медицинской Библиотеки», сам занимался переводами немецкой медицинской литературы, ему принадлежало «Невское заведение искусственных минеральных вод Н. Л. Вилькина» на Екатерининском канале, № 45. «Типо-литография Вилькина и Эттингера» также занималась изданием художественной, технической и научной литературы, в 1875 году была выпущена двухтомная «Русская литература в её современных представителях» С. А. Венгерова, в переводах самого Н. Л. Вилькина вышел поэтический сборник Германа Эйхгорста (1882).
Мать, Елизавета Афанасьевна Вилькина (1853, Лубны — ?), была дочерью банкира и общественного деятеля Афанасия Леонтьевича Венгерова и его жены — писательницы Паулины Юлиевны Венгеровой, в девичестве носившей фамилию Эпштейн. Кроме Елизаветы, в семье Венгеровых, переехавшей в столицу из Минска, было трое сыновей и три дочери, многие из которых снискали известность на литературном и общественном поприще, в частности, С. А. Венгеров, З. А. Венгерова, И. А. Венгерова (в честь последней девочка получила при рождении имя Изабелла). Соответственно, двоюродными братьями Л. Н. Вилькиной приходились композитор и дирижёр Н. Л. Слонимский, писатели М. Л. Слонимский и А. Л. Слонимский.
Мне с малых лет прозванье дали «Бэла»,

Хоть в память я Людмилы крещена.

Мысль Бэлы сладострастьем пленена

И чувства все послушны власти тела.

Душа Людмилы с жизнью все светлела,

В толпе людей она всегда одна.

На Бэлу смотрит с гордостью она,

От счастия бежит, страшась предела.

Когда с Людмилой встретилась любовь,

Она склонилась с нежностью покорной.

Но в Бэле дерзко взбунтовалась кровь

И страсть зажглась — пожар над бездной чёрной.

Кто ближе мне и кто сильней из двух?

Дух святости иль страсти бурный дух?
Семья Вилькиных была весьма обеспеченной. Одним из свидетельств значительного материального достатка является покупка ими в 1895 году на торгах практически нового на тот момент доходного дома П. Н. Коноваловой (дом 12 по Озерно́му переулку, построенного по проекту петербургского архитектора В. М. Некоры). Год спустя дом был перепродан Вилькиными купцу первой гильдии С. Р. Пинесу.
В 1884 году Изабелла поступила в престижную петербургскую женскую гимназию княгини А. А. Оболенской. Впечатления девушки от учёбы в гимназии не были яркими: там она, по собственным воспоминаниям, «изведала бесплодную тоску зимнего раннего вставания и ненавистную скуку вечерних тетрадок».
Окончив в 1889 году пять классов гимназии, переехала к родственникам в Москву, где прожила более двух лет. Там занималась в различных студиях сценического искусства, намереваясь приступить к серьёзной артистической карьере (по отзыву её тётушки Зинаиды Венгеровой, «готовилась в Сары Бернар»). В итоге профессиональной актрисой не стала, однако в Москве и впоследствии в Петербурге часто играла в любительских спектаклях. Театральные занятия способствовали основательному знакомству Изабеллы с европейской и русской драматургией. Особое влияние на будущую поэтессу, по её собственным воспоминаниям, произвели произведения Г. Ибсена.
В 1891 году, проживая в Москве, перешла из иудаизма в православие, сменив при этом имя Изабелла на имя Людмила. При этом в среде родственников и знакомых к ней часто продолжали обращаться по старому имени, обычно как к «Белле» или «Бэле». Несмотря на то, что православное имя не вполне закрепилось за Вилькиной в обществе, поэтесса впоследствии неоднократно заявляла о важном значении, которое имело для неё крещение, и подтверждала свою не только формальную, но и искреннюю духовную принадлежность к Русской православной церкви.

### Петербургский период

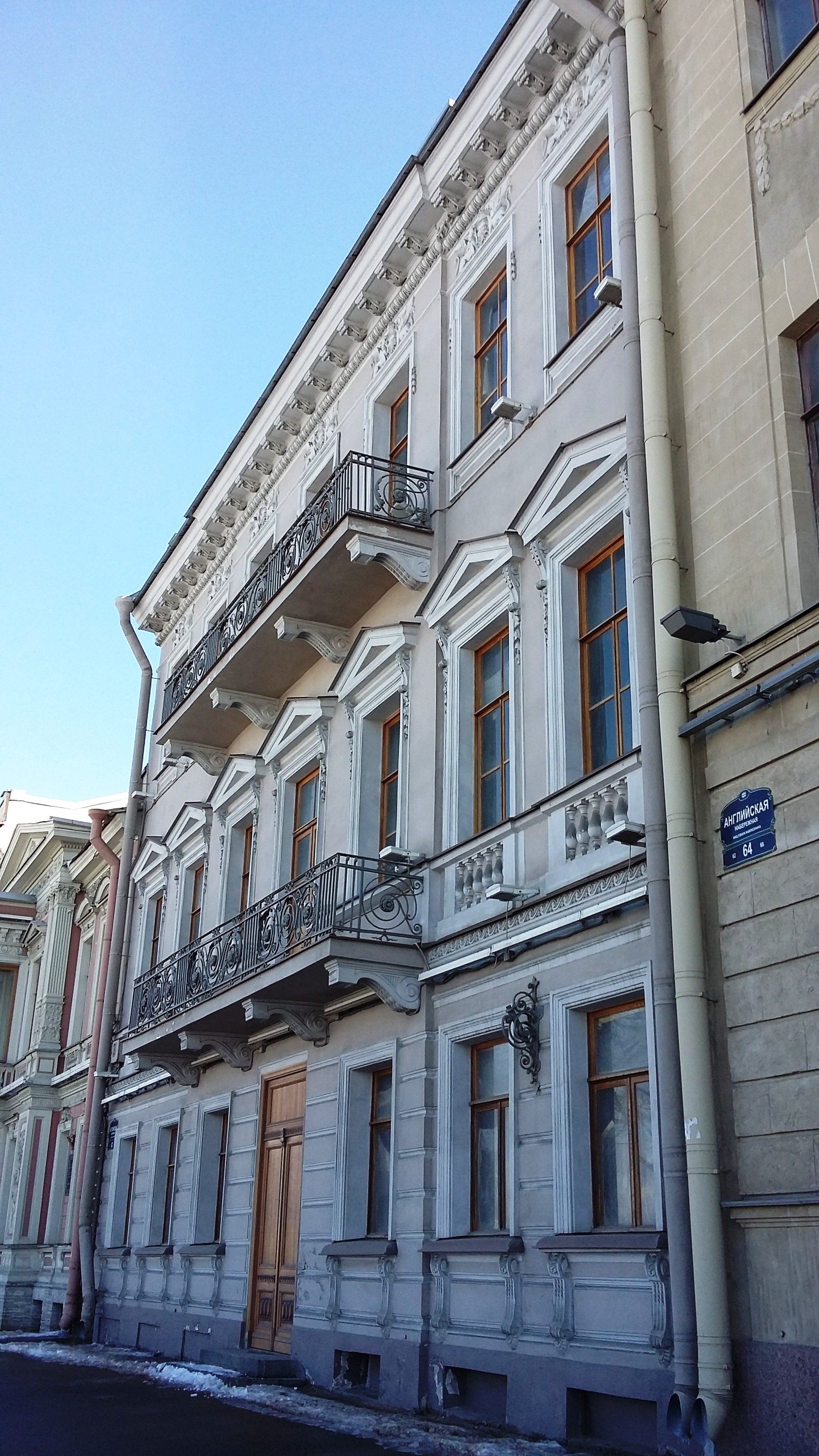
Дом на Английской набережной, в котором располагался салон Виленкиных

Вернувшись в конце 1892 года в Санкт-Петербург, Вилькина начала активно вращаться в литературных и артистических кругах, чему во многом способствовали широкие связи её родственников по материнской линии в среде творческой интеллигенции. В короткие сроки она стала заметной фигурой столичного богемного общества, завсегдатаем многочисленных салонов и кружков.
По отзывам современников, Вилькина отличалась привлекательной, хотя и несколько болезненной внешностью, достаточно слабым здоровьем (многие источники упоминают о чахотке) и весьма темпераментным характером. Вела свободный образ жизни: известность получили её романтические связи со многими известными литераторами, философами и художниками, в том числе с К. Д. Бальмонтом, В. Я. Брюсовым, Д. С. Мережковским, В. В. Розановым, С. Л. Рафаловичем, К. А. Сомовым. Такие отношения Вилькина не только не скрывала, но, напротив, нередко сознательно афишировала, в частности, предавая огласке соответствующую фривольную переписку (существуют предположения, что по крайней мере в ряде случаев дело подобной перепиской и ограничивалось). При этом многие из поклонников оказали существенное влияние на интеллектуальное и творческое становление Вилькиной. Особое место в этом плане она сама отводила Мережковскому, признаваясь, что тот — наряду с Генриком Ибсеном и Ф. И. Тютчевым — был автором, которому она «обязана многим, что считаю среди сокровищ души».
С 1896 года находилась в гражданском браке с поэтом, писателем и философом Н. М. Минским, который был давним другом семьи Венгеровых (ещё до рождения Людмилы юный Минский делал предложение одной из её тётушек — Фаине Венгеровой, но получил отказ). Официально их союз был зарегистрирован только 8 июня 1905 года. Вилькина стала для Минского второй женой, её предшественницей была писательница Ю. И. Яковлева, более известная под псевдонимом Юлия Безродная, а после смерти Вилькиной Минский женился на её тёте — Зинаиде Венгеровой. После регистрации брака она приняла настоящую фамилию мужа — Виленкина.
Л. H. Вилькиной

На перекрёстке, где сплелись дороги,

Я встретил женщину: в сверканьи глаз

Её — был смех, но губы были строги.

Горящий, яркий вечер быстро гас,

Лазурь увлаживалась тихим светом,

Неслышно близился заветный час.

Мне сделав знак с насмешкой иль приветом,

Безвестная сказала мне: «Ты мой!»...
Личная жизнь супругов была весьма свободной и своеобразной: оба активно практиковали отношения «на стороне», не скрывая этого. Так, достаточно широкую известность имели романы замужней Виленкиной с К. А. Сомовым, а Минского — с З. Н. Гиппиус, а также с тётей своей жены — З. А. Венгеровой. Последняя, которая была всего на шесть лет старше своей племянницы, в 1904—1905 годах даже проживала совместно с супругами Виленкиными и называла сложившуюся семью «тройственным союзом». В дневнике М. А. Волошина за апрель 1908 года приводится рассказ Г. И. Чулкова о визите Вилькиной в дом терпимости в компании А. А. Блока и Ф. К. Сологуба. К. И. Чуковский в своих мемуарах описывает её эпатажное поведение на политических митингах: поэтесса громко заявляла о желании отдаться каждому из понравившихся ей ораторов. Брюсов упоминает об однодневном «побеге» с Вилькиной осенью 1902 года в Финляндию: этому событию посвящено его стихотворение «Лесная дева».
Связи Виленкиной с Мережковским и Минского с Гиппиус привели к серьёзному осложнению отношений между двумя поэтессами (сохранилась их весьма эмоциональная переписка), что, однако, не помешало значительному влиянию Гиппиус на творческое становление Вилькиной.
В своей квартире на Английской набережной (дом № 62) в Санкт-Петербурге, предоставленной им состоятельным родственником Минского, домовладельцем Я. С. Поляковым, супруги открыли литературный салон, который приобрёл определённую популярность в символистских кругах. Иногда собрания у Виленкиных проводились с элементами мистических церемоний и эпатажа — некоторые посетители в шутку называли их «оргиями». Об экстравагантной манере Вилькиной принимать посетителей салона вспоминал, в частности, Чуковский:
Вилькина была красива, принимала гостей лёжа на кушетке, и руку каждого молодого мужчины прикладывала тыльной стороною к своему левому соску, держала там несколько секунд и отпускала.
Часто посещавший салон на Английской набережной Брюсов отмечал весьма своеобразный колорит проводившихся там «радений» и называл Вилькину «новой египетской жрицей», полагая, впрочем, что в своей манере общения супруга Минского подражала Гиппиус. Между тем сама Гиппиус отзывалась о кружке Минского-Вилькиной весьма резко, считая инициатором эпатажных мероприятий именно последнюю:
Он (Минский) утешался устройством у себя каких-то странных сборищ, где, в хитонах, водили, будто бы, хороводы, с песнями, а потом кололи палец невинной еврейке, каплю крови пускали в вино, которое потом и распивали. Казалось бы, это ему и некстати и не по годам — такой противный вздор; но он недавно женился на молоденькой еврейке, Бэле Вилькиной. Она, претенциозная и любившая объявлять себя «декаденткой», вероятно и толкнула его на это…

### После отъезда в Европу

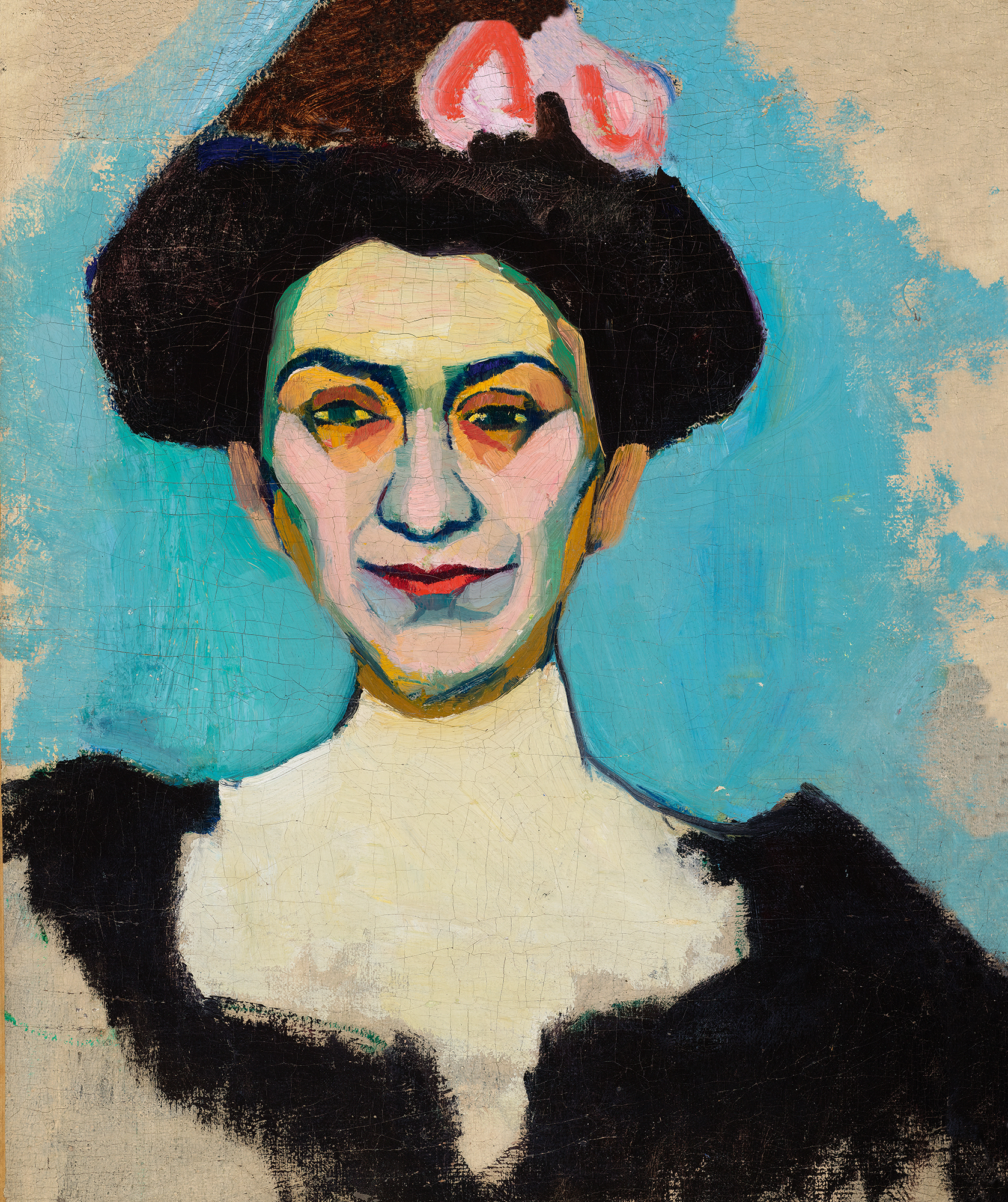
На портрете кисти Сони Делоне, 1907 год

Вилькина неоднократно путешествовала по Европе — в том числе для курортного лечения, бывала во Франции, Швейцарии и Бельгии. В 1906 году, вскоре после отъезда во Францию Минского, который подвергся судебному преследованию за связи с социал-демократической печатью, отправилась вслед за супругом, однако периодически приезжала в Санкт-Петербург — первый раз ещё до конца того же 1906 года. Это возвращение Вилькиной достаточно эмоционально приветствовал в письме к ней Мережковский, полагавший до этого, что поэтесса оставила родину безвозвратно:
Мне нравится, что Вы так любите Россию, несмотря ни на что. Тут Вы хотя и «жидовка», а настоящая русская…
В 1913 году амнистированный Минский ненадолго вернулся в Россию, однако уже в 1914 году, ещё до начала Первой мировой войны супруги окончательно переехали во Францию. Постоянно проживали в Париже, временами — на Лазурном берегу. До Октябрьской революции Вилькина сохраняла активные связи со знакомыми в России, позднее стала заметной фигурой в кругах русской эмиграции первой волны.
Точные данные о времени и обстоятельствах смерти Вилькиной недоступны: известно, что она скончалась в Париже до 30 июля 1920 года. Через пять лет после кончины супруги Минский, которому к тому времени исполнилось уже семьдесят, женился на её тёте З. А. Венгеровой.

## Творчество

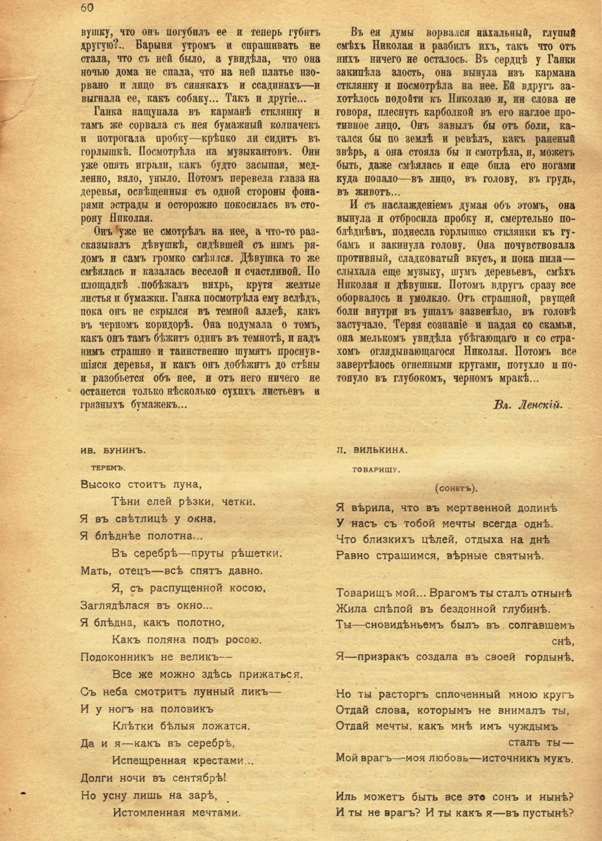
Сонет Л. Н. Вилькиной «Товарищ», опубликованный в журнале «Народная весть» (1906)

Начало творческой деятельности Вилькиной относится к середине 1890-х годов. Одним из первых свидетельств её усилий на литературном поприще служит письмо З. А. Венгеровой в адрес киевской писательницы С. Г. Балаховской от 21 сентября 1895 года, в котором тётя оценивает перспективы племянницы как автора:
Ты, кажется, интересуешься судьбой Беллы Вилькиной — она играет на клубной сцене. Кроме того, пишет недурные стихи и рассказы — может быть, из этого что-нибудь выйдет. Если что-нибудь будет напечатано, пришлю тебе. В остальном она психопатствует по-прежнему и выглядит как смерть…
Публиковаться Вилькина начала во второй половине 1890-х годов. Её ранние произведения — стихотворения и рассказы — печатались в литературных журналах "Книжки «Недели», «Новое дело», «Журнал для всех», а также в газетах «Новое время» и «Биржевые ведомости». В дальнейшем её публикации появились в таких авторитетных символистских изданиях, как «Весы», «Вопросы жизни», «Золотое руно», «Перевал», «Северные цветы». Значительного резонанса в литературных кругах ранние публикации Вилькиной не вызывали, отклики со стороны критиков были немногочисленными и преимущественно сдержанными.
Важной частью её творческой работы стали переводы произведений ряда ведущих европейских писателей и драматургов того периода, в частности, М. Метерлинка, О. Мирбо, Г. Гауптмана, А. Савиньона, Р. де Гурмона, выходивших как в различных литературных альманахах, так и отдельными изданиями. Часть переводов была сделана в соавторстве с мужем либо с другими литераторами. Особенно значительным был объём переводов Мориса Метерлинка, часто выполнявшихся совместно с известным переводчиком В. Л. Бинштоком — они легли в основу нескольких собраний сочинений бельгийца, издававшихся в России и СССР.
Свои произведения Вилькина подписывала различным образом: как «Вилькина, Л.», «Вилькина (Минская), Л.», «Минская» либо литерами «Л. В.». Некоторые стихотворения и рассказы были опубликованы под псевдонимом «Никита Бобринский».
Единственный сборник работ Вилькиной, получивший название «Мой сад», был издан в конце 1906 года символистским издательством «Скорпион». В сборник были включены три рассказа и тридцать сонетов. Уступив просьбам Вилькиной, предисловие к нему согласился написать Розанов, который, однако, достаточно своеобразно представил публике опубликованные произведения и личность их автора. По воспоминаниям Чуковского, Розанов впоследствии утверждал, что написал это предисловие, не читая сам сборник и будучи якобы уверенным, что книга называется «Мой зад».
Я люблю порядок, не терплю беспорядка и никак не могу рекомендовать эту книгу… Удивляюсь, как родители и муж (единственные «законные» обстоятельства её жизни) не переселили на чердак или в мезонин эту вечную угрозу своему порядку…

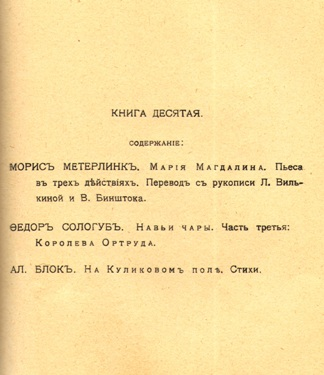
Переведённая Л. Н. Вилькиной пьеса М. Метерлинка «Мария Магдалина», указанная в содержании альманаха «Шиповник» (1909)

Из предисловия В. В. Розанова к сборнику «Мой сад»
«Мой сад» вызвал в основном весьма неодобрительные отзывы критики. Многим произведения Вилькиной показались сомнительными не только с поэтической, но и с нравственной точки зрения: в них усматривались некие эротические аллюзии, противоречащие нормам традиционной морали. Лишь несколько позднее благодаря знакомствам Минского было получено несколько позитивных рецензий, в том числе от Андрея Белого и И. Ф. Анненского.
Сама Вилькина признавала не только недостаточно значительный объём своего литературного творчества, но и невозможность посредством его должным образом выразить свой духовный мир:
Мне грустно, меня мучают мои годы, моя неплодотворная жизнь. Могло ли быть иначе? Как выразить реально тот огонь, который сжигает меня? Как найти себя?
После отъезда во Францию Вилькина продолжила творческую и переводческую работу. В первой половине 1910-х годов ёе стихи, рассказы, эссе и переводы, присылавшиеся из Парижа, публиковались в альманахах «Гриф», «Стрелец», «Страда».
После Октябрьской революции активно сотрудничала с эмигрантской печатью, в частности, с издававшимися в Париже журналом «Грядущая Россия» и альманахом «Русский сборник». Некоторые произведения и переводы были опубликованы после её смерти.